# Maks Oblak
Maks Oblak - Milan, slovenski partizan, politik in politični komisar, * 14. avgust 1917, † ?.
V NOV in POS je vstopil 17. maja 1942. Kot pripadnik Cankarjeve brigade je bil eden izmed odposlancev, ki so se udeležili Zbora odposlancev slovenskega naroda v Kočevju.